# Pachitea subflava
Pachitea subflava är en insektsart som beskrevs av Walker 1851. Pachitea subflava ingår i släktet Pachitea och familjen dvärgstritar. Inga underarter finns listade i Catalogue of Life.